# Souris à poche soyeuse
Perognathus flavus
Espèce
Statut de conservation UICN

 LC  : Préoccupation mineure
Perognathus flavus est une espèce de rongeurs de la famille des Heteromyidae appelée Souris-à-abajoue soyeuse ou Souris à poche soyeuse ,. Cette souris à abajoues vit au Mexique et aux États-Unis.
L'espèce a été décrite pour la première fois en 1855, par Spencer Fullerton Baird, un zoologiste américain.

## Répartition

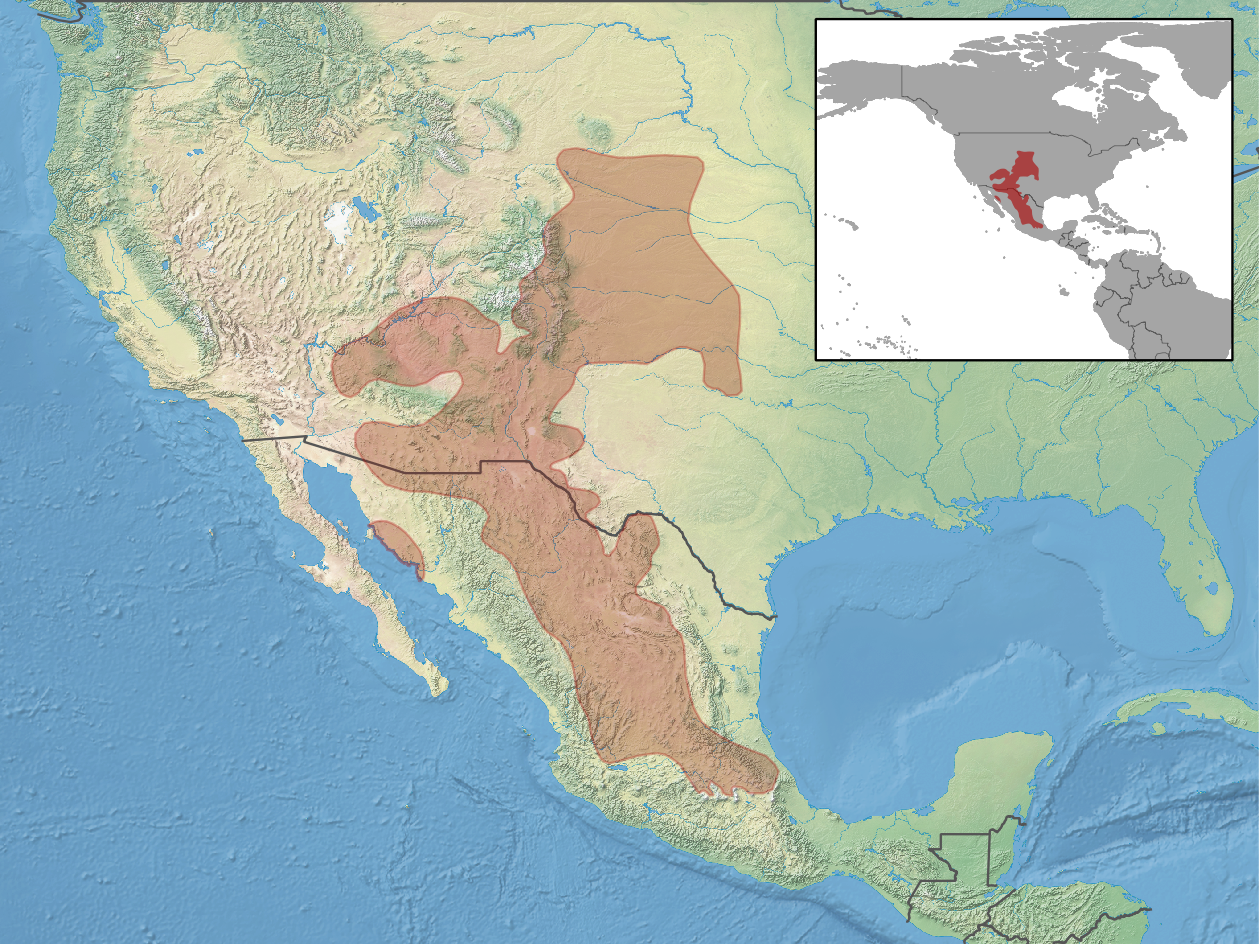
Carte de répartition de l'espèce en Amérique

On rencontre ce petit rongeur au Mexique et dans de nombreux états aux États-Unis : Arizona, Colorado, Kansas, Nebraska, Nouveau-Mexique, Oklahoma, Dakota du Sud, Texas, Utah), mais elle est probablement éteinte au Wyoming.

## Liste des sous-espèces
Selon Mammal Species of the World (version 3, 2005)  (29 nov. 2012) :
- sous-espèce Perognathus flavus bimaculatus
- sous-espèce Perognathus flavus bunkeri
- sous-espèce Perognathus flavus flavus
- sous-espèce Perognathus flavus fuliginosus
- sous-espèce Perognathus flavus fuscus
- sous-espèce Perognathus flavus goodpasteri
- sous-espèce Perognathus flavus hopiensis
- sous-espèce Perognathus flavus medius
- sous-espèce Perognathus flavus mexicanus
- sous-espèce Perognathus flavus pallescens
- sous-espèce Perognathus flavus parviceps
- sous-espèce Perognathus flavus piperi
- sous-espèce Perognathus flavus sanluisi
- sous-espèce Perognathus flavus sonoriensis

Selon NCBI (29 nov. 2012) :
- sous-espèce Perognathus flavus hopiensis